# Dr. Csont (kilencedik évad)
A Dr. Csont kilencedik évada 2013. szeptember 16-án startolt az USA-ban. Ebben a szezonban ismét feltűnik Christopher Pelant. Új szereplők is megjelennek mint pl. Booth egykori katonatársa Freddie Prinze Jr. és egy régi pap ismerőse is.

## Epizódlista
|  | Alább a cselekmény részletei következnek! |

| Epizód száma | Epizód címe                                               | Vetítés időpontja az USA-ban / Magyarországon |
| --- | --------------------------------------------------------- | --------------------------------------------- |
| 9.01 | The Secrets in the Proposal / Kettős zsarolás             | 2013. szeptember 16. / 2014. december 1.      |
| Egy könyvelő testét megtalálják a légkondicionáló propellerjei között. A nyomozás közben Booth összefut egykori katonatársával, aki most a CIA-nál dolgozik. Eközben Brenannel való kapcsolata bizonytalanná válik. |                                                           |                                               |
| 9.02 | The Cheat in the Retreat / Két legyet egy csapásra        | 2013. szeptember 23. / 2014. december 8.      |
| Cam-et letartóztatják hitelkártya-csalásért és sikkasztásért. Később kierül, hogy valaki ellopta a személyazonosságát. Booth és Brennan házaspárként beépülnek egy házassági válságkezelő csoportba egy nyomozás miatt. Sweet kilép és otthagyja a csapatot. |                                                           |                                               |
| 9.03 | El Carnicero en el Coche / Kézről kézre                   | 2013. szeptember 30. / 2014. december 15.     |
| Sweets ideiglenesen visszatér a csapathoz egy nyomozás miatt. A szálak egy egy mexikói banda tagjaihoz vezetnek. |                                                           |                                               |
| 9.04 | The Sense in the Sacrifice / Dupla csapda                 | 2013. október 7. / 2014. december 22.         |
| A Jeffersonosok felhasználnak egy testet, hogy előcsalják Pelantot, de ő erre rájön és megöli Hayes Flynn FBI-ügynököt. Pelant bejut az intézetbe és nyomokat hagy Brennannak a hollétéről. Megfejti a feladványt és eljut egy erőműbe, de Booth is követi őt, míg végül szembekerülnek az ellenséggel... |                                                           |                                               |
| 9.05 | The Lady on the List / Hölgy a listán                     | 2013. október 14. / 2015. január 19.          |
| Egy hegyoldalon találnak egy hullát. Később kiderül róla, hogy rákos volt és önsegítő videókat terjesztett az interneten. Az ügy bonyolódik mikor az egyik videón megüt egy harcművészt. Az intézetben egy virtuális profilalkotó rendszert tesztelnek, ami Seets-nek nem igazán tetszik. Booth és Brennan esküvőjüket tervezik. |                                                           |                                               |
| 9.06 | The Woman in White / Nő fehérben                          | 2013. október 21. /                           |
| Megindul az esküvői előkészület, de egy nyomozás Bones-t jobban érdekli. A csapat megpróbálja oldani az ügyet, hogy Brennan az esküvőre koncentrálhasson. Később a kinézett templom leég így új helyszínt kell keresni... |                                                           |                                               |
| 9.07 | The Nazi on the Honeymoon / Nászút haláli meglepetésekkel | 2013. november 4. / 2014. február 2.          |
| Booth és Brennan nászútjukat töltik Buenos Airesben, de pihenés helyett egy gyilkossági nyomozásban segédkeznek, ami Booth-nak nem igazán van ínyére. |                                                           |                                               |
| 9.08 | The Dude in the Dam / Donor a gáton                       | 2013. november 11. / 2014. február 9.         |
| Hód által épített gátban egy hullát találnak. Az áldozat egy spermabankban volt donor és több nő is az ő mintáját kérte, igaz ezt úgy érte el, hogy hamis adatokat adott meg magáról. Ez kiderülhetett és a hazugságot valaki megtorolta. Eközben Hodgins egy lárvát tenyészt ki a saját nyakában. |                                                           |                                               |
| 9.09 | The Fury in the Jury / 12 dühös ember                     | 2013. november 15. / 2015. február 16.        |
| Ebben a részben Bones egy tárgyaláson van jelen, mint esküdt. Bizonyítékok ellenében el kell engedniük a vádlottat és emiatt Brennan rosszul érzi magát. Később kiderül, hogy egy tanú (aki a vádlott barátja volt) azért nem jelent meg, mert megölték. A csapat beleveti magát a nyomozásba. |                                                           |                                               |
| 9.10 | The Mystery in the Mea / Rejtely a menzán                 | 2013. november 22. / 2015. február 23.        |
| Egy iskola menzáján ebédet osztanak, amiben emberi maradványokat találnak. Az feldolgozó gyárban többen is gyanúsak. |                                                           |                                               |
| 9.11 | The Spark in the Park / Villámcsapás                      | 2013. december 6. / 2015. március 2.          |
| Megölnek egy tornászlányt, azonban az azonosítását nehezíti, hogy villám csapott a testbe. Miután kiderül személye, minden gyakorlótársa gyanúsított lehet. Cam végre szemtől szembe kerül azzal aki ellopta személyazonosságát. |                                                           |                                               |
| 9.12 | The Ghost in the Killer / Rémálom                         | 2014. január 10. / 2015. március 9.           |
| Bones-nak rémálmai vannak Pelantról és a Szellemgyilkosról. Megszállottan az új sorozatgyilkos után kutat. Eközben egy csontvázat küldenek Booth és Brennan-nek a saját lakásukra. |                                                           |                                               |
| 9.13 | Big in the Philippines / Hullócsillag                     | 2014. január 17. / 2015. március 16.          |
| Szétmállott testet találnak egy kertben. Később kiderül, hogy ő zenész volt és a Fülöp-szigeteken igazi sztár. Egy kiadó is gyanúba keveredik aki a zenészfiú tudtán kívül eladta a felvételeit. Wendell csonttöréséről kiderül, hogy komolyabb mint gondolták volna. |                                                           |                                               |
| 9.14 | The Master in the Slop / Sakk-matt                        | 2014. január 24. / 2015. március 23.          |
| Sertések által megcsócsált testet találnak akiről kiderül, hogy igen jó sakkozó hírében állt. A csapat nyomozni kezd, Sweets a régi sakktudását is feleleveníti az ügy érdekében. A gyilkos lehet egy rivális játékos vagy akár a volt feleség is... |                                                           |                                               |
| 9.15 | The Heiress in the Hill / A fiatal mostoha                | 2014. január 31. / 2015. március 30.          |
| Egy fiatal lány testét találják elásva. A nyomozás alapján úgy tűnik, hogy elrabolták. Hodgins találkozik bátyjával akinek a létezéséről eddig nem is tudott. |                                                           |                                               |
| 9.16 | The Source in the Sludge / Kettős célpont                 | 2014. március 10. / 2015. április 13.         |
| Megölnek egy Sari Azeri nevű afgán nőt aki a CIA-nek is dolgozott egy terrorista lebuktatásán. Felmerül a gyanú, hogy a terrorista nem is halt meg. Sari még az afgán nők érdekeiért is harcolt és ez sokaknak nem tetszett. |                                                           |                                               |
| 9.17 | The Repo Man in the Septic Tank / A cselszövők            | 2014. március 17. / 2015. április 20.         |
| A csapathoz szennyvízülepítő tartály érkezik, benne maradványokkal. Új gyakornok is érkezik az intézethez. A maradványokról kiderül, hogy egy bűnözőé akinek a halála többeket is gyanúba kever. |                                                           |                                               |
| 9.18 | The Carrot in the Kudzu / A zöldfülű                      | 2014. március 24. / 2015. április 27.         |
| Fiatal férfi holttestét találják egy japán növényben, egy kudzugyökérben. Hodgins szakértelmének köszönhetően hamarosan megállapítják, hogy a megölt férfi a Zöldfülűek, egy népszerű gyerekműsor tagja, Joe Starkel. Joe-ról kiderül, hogy nagy nőcsábász volt, hogy állandóan veszekedett a bátyjával, hogy nemrég kiszállt a műsorból, és hogy egy ritka szívbetegségben szenvedett, amely akár a halálos is lehet, ha hirtelen sokkhatás éri.                                                                                |                                                           |                                               |
| 9.19 | The Turn in the Urn / Hamu és gyémánt                     | 2014. március 31. / 2015. május 4.            |
| Bones csapatának ezúttal Daniel Barr hamvaiból kell megállapítaniuk, hogy miként lelte halálát. A maradványok között Hodgins egy felbecsülhetetlen értékű műkincs nyomaira bukkan, így a gyanú az áldozat dúsgazdag barátjára terelődik, aki azonban a gyilkosság idején elvonókúrán tartózkodott. Később ugyan beismerő vallomást tesz, de a szálak mégsem állnak össze. Miért adná hirtelen fel magát egy olyan férfi, aki a pénzének köszönhetően egész életében a törvények és a szabályok felett állt?                      |                                                           |                                               |
| 9.20 | The High in the Low / Mélyrepülés                         | 2014. április 7. / 2015. május 11.            |
| Abby Briggs évek óta szenvedett lupuszban, amikor felfedezte az orvosi marihuána által nyújtott enyhülést és gyógymódot. Visszatérhetett a rajzoláshoz, és hálából munkát vállalt a helyi ellátóban. Élete épp kezdett újra élvezhetővé válni, amikor egy gyilkos áldozata lett. A Bones-Booth páros a tettes után nyomoz, s közben maguk is éles vitába keverednek az orvosi fű létjogosultsága miatt. |                                                           |                                               |
| 9.21 | The Cold in the Case / Döglött akta                       | 2014. április 14. / 2015. május 18.           |
| Fiatal nő holttestét találják egy mocsárban, amely több furcsaságot is mutat. Úgy tűnik, mintha a különböző testrészeit különböző időpontban érte volna a halál, ráadásul a belső szervei mintha eltörtek volna. Hamarosan kiderül, hogy a nő a krionika, azaz hibernálás híve volt, és a közeli intézetben fagyasztották le. De vajon szabad akaratából? Miközben a csapat megpróbálja kideríteni az igazságot, Booth arról értesül, hogy a főnökei bekérték az aktáit, és talán előléptetik egy németországi bázis vezetőjévé. |                                                           |                                               |
| 9.22 | The Nail in the Coffin / Piszkos ügyek                    | 2014. április 21. / 2015. június 1.           |
| Egy gyilkosság után Bonesék úgy hiszik, hogy a Szellemgyilk visszatért. Nyomozásuk során a szálak egy régi gyilkosságért leültetett emberhez vezetnek. Booth az előléptetésére készül. |                                                           |                                               |
| 9.23 | The Drama in the Queen / Bevetésen                        | 2014. május 12. / 2015. június 8.             |
| Booth előléptetésére készülvén Sweets vesz át tőle egy ügyet. Bonesnak új gyakornoka lesz, aki okos de nagyon szemtelen. |                                                           |                                               |
| 9.24 | The Recluse in the Recliner / Nagyok játszmája            | 2014. május 19 / 2015. június 15.             |
| Booth ismeretlen hívást kap valakitől, hogy infója van a Szellemgyilkosról, de mielőtt még beszélhetne, megölik. Az áldozat piercingjében kényes adatokat találnak befolyásos emberekről. Angela még mielőtt eljutna az adatok megfejtéséhez, és kiderülne, ki a besúgó az FBI-ban, az intézetet hackertámadás éri. |                                                           |                                               |